# Maria Wahlström
Maria Wahlström, född 1974 är en svensk volleyboll- och beachvolleyspelare. Hon spelade 96 landskamper i inomhusvolleyboll, vilket gör henne till en av svensk damvolleybolls mer meriterade spelare. På klubbnivå spelade hon med KFUM Örebro och Katrineholms VK, samt Alberta Golden Bears and Pandas när hon studerade i Kanada. I par med Katrin Vink vann hon tourfinalen på Swedish Beach Tour 1995.